# 哈恩坎普爾山
47°23′43″N 11°35′40″E / 47.39536°N 11.59451°E

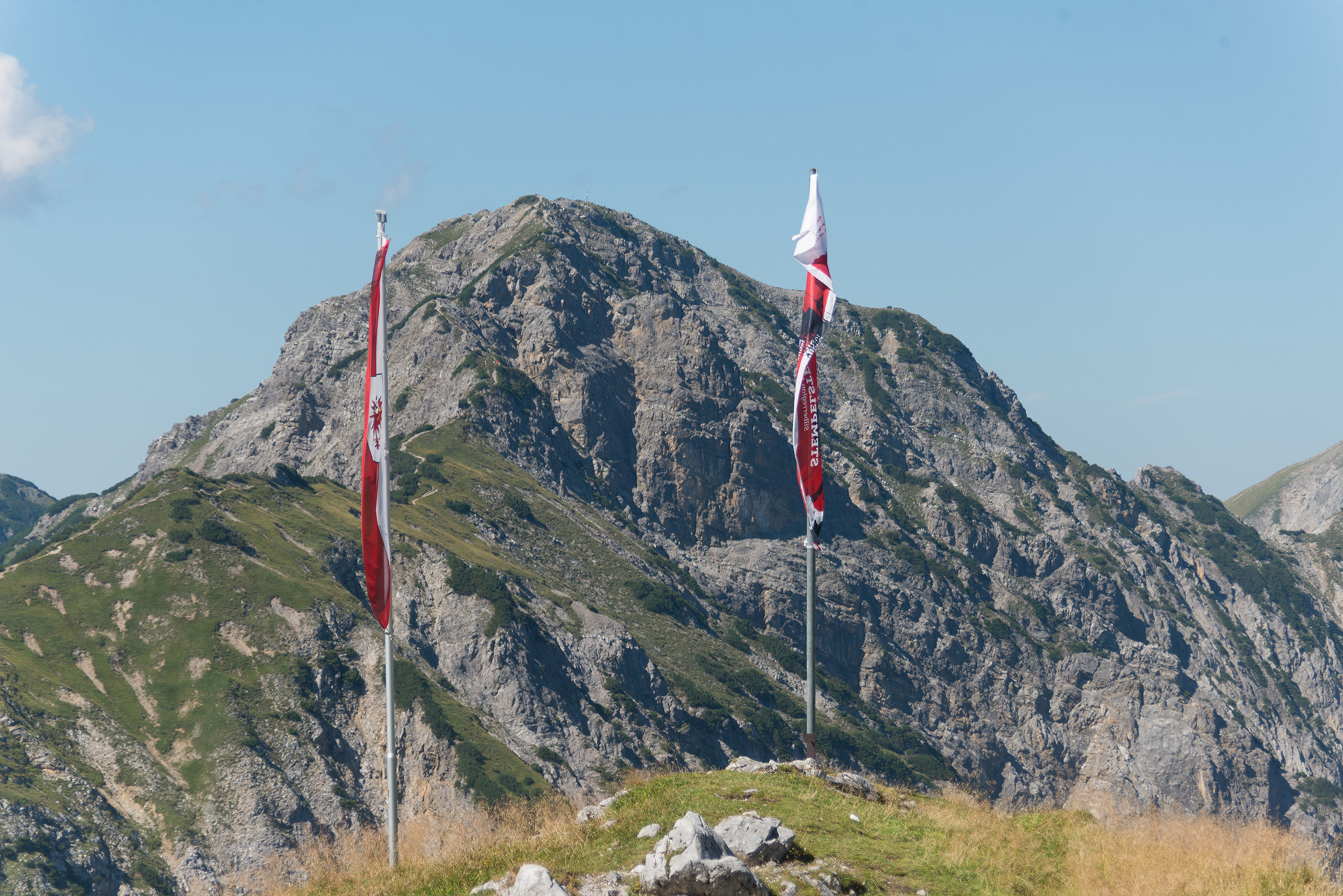

哈恩坎普爾山（德語：Hahnkampl），是奧地利的山峰，位於該國西部，由蒂羅爾州負責管轄，屬於卡爾文德爾山脈的一部分，距離拉姆森峰1.1公里，海拔高度2,080米。